# Lino Barañao
José Lino Salvador Barañao (Buenos Aires, 28 de diciembre de 1953) es un doctor en química y político argentino. Fue Ministro de Ciencia, Tecnología e Innovación Productiva de la Nación Argentina entre 2007 y 2018. En 2018 el Ministerio fue rebajado a la categoría de Secretaría de Estado del  Ministerio de Educación, cargo que Barañao ocupó hasta el 10 de diciembre de 2019.

## Biografía

### Formación académica
Es egresado del Colegio Nacional N.º 3, Mariano Moreno. Se recibió como Licenciado en Ciencias Químicas, con orientación en Química Biológica, en la Facultad de Ciencias Exactas y Naturales, de la Universidad de Buenos Aires (UBA) en 1976. En el año 1981 obtuvo el título de Doctor en Ciencias Químicas en la misma Facultad.
Ha realizado estudios de posgrado en el Instituto Max Planck de Alemania y en los Institutos Nacionales de la Salud y el M.S. Hershey Medical Center de la Universidad del Estado de Pensilvania (EE. UU., 1981-1984).

### Antecedentes profesionales
Es Investigador Principal del CONICET en el Instituto de Biología y Medicina Experimental, Director del Laboratorio de Biología de la Reproducción y Biotecnología Animal (en uso de licencia), y profesor titular Regular con dedicación exclusiva (en uso de licencia, ocupa interinamente un cargo dedicación simple), en el Departamento de Química Biológica, Facultad de Ciencias Exactas y Naturales, (UBA).
Participó en el equipo que, en agosto de 2002, logró el nacimiento de Pampa, la primera ternera clonada de Iberoamérica, alterada genéticamente para la producción en leche de hormona de crecimiento humana (hGH).
Entre otras distinciones, recibió premios de la Asociación Química Argentina (1976), de la Asociación Médica Argentina (1980), el Premio "Bernardo Houssay" (1987), el Premio Konex - Diploma al Mérito en Biotecnología (2003), el Premio “La Nación de Oro a la excelencia en la investigación agropecuaria” (2003) y el Premio Konex - Mención Especial por Trayectoria (2013).

### Carrera política
Entre 1999 y 2000 fue Presidente de la Comisión de Tecnología del CONICET.
De 2003 a 2007, fue Presidente del Directorio de la Agencia Nacional de Promoción Científica y Tecnológica.

### Ministro de Ciencia y Tecnología

#### Presidencia de Cristina Fernández de Kirchner (2007-2015)
En el año 2007, la presidenta Cristina Fernández de Kirchner lo designó como primer ministro de Ciencia, Tecnología e Innovación Productiva de la Nación.
Como ministro de Ciencia, Tecnología e Innovación Productiva, también ocupó los siguientes cargos: presidente del Consejo Federal de Ciencia y Tecnología (COFECYT), presidente del Gabinete Científico Tecnológico (GACTEC), miembro del Consejo de Administración de la Fundación Argentina de Nanotecnología (FAN), miembro de la Comisión Asesora en Terapias Celulares y Medicina Regenerativa del Ministerio de Ciencia.
En noviembre de 2008, se promulgó la "Ley Raíces" (Ley 26.421) que estipula que el Programa Raíces (Red de Argentinos Investigadores y Científicos en el Exterior) del Ministerio de Ciencia es política de Estado.
Como Ministro de Ciencia, fue el portavoz oficial de Tecnópolis, la megamuestra de arte, ciencia y tecnología más grande de América Latina, instalada en Villa Martelli, provincia de Buenos Aires en julio de 2011. Fue construido en varias etapas, la primera etapa, finalizada en 2011, incluyó la inauguración de las sedes del Ministerio de Ciencia, la Agencia Nacional de Promoción Científica y Tecnológica, y los Institutos Internacionales Interdisciplinarios para la Innovación. La segunda etapa fue inaugurada por la presidenta Cristina Fernández en 2015, y abarca una nueva sede del CONICET, el parque de Ciencia y Tecnología. Durante su gestión se construyó el Polo Científico Tecnológico, considerada la obra de infraestructura en ciencia más importante de los últimos cincuenta años. El Polo abarca 45.000 m² y se invieron 250 millones de pesos. Primero se inauguraron 2,4 ha, y en 2015 con la obra concluida suman casi 2,3 ha adicionales.
Impulsó la creación de Tecnópolis TV, el primer canal dedicado íntegramente a transmitir contenidos de ciencia y tecnología a través del Sistema Argentino de Televisión Digital Terrestre, siendo la primera señal de televisión de alta definición de dicho sistema. También se desarrolló y se llevó a cabo la instalación de Tupac, una supercomputadora de la Argentina se posiciona junto a México y Brasil entre los países líderes en contar con este tipo de equipamiento en Latinoamérica.
En octubre de 2011, inauguró, junto a la presidenta Cristina Fernández de Kirchner, el Polo Científico Tecnológico, un centro donde convergen la administración, la investigación y la divulgación de la ciencia, la tecnología y la innovación en Argentina. También jugó un importante papel en el Plan Raíces, iniciado durante la presidencia de Néstor Kirchner y fue institucionalizado a través de una ley durante la presidencia de Cristina Fernández de Kirchner en noviembre de 2008. Hasta julio de 2011 se consiguió la repatriación de 834 científicos y el 7 de octubre de 2013 se presentó a la científica repatriada número 1.000, logrando revertir -en conjunto con otras medidas y programas- la tendencia histórica de fuga de cerebros que existía en la Argentina.
En 2013 presentó el plan Argentina Innovadora 2020, el cual plantea metas de desarrollo nacional que conviertan a la Argentina en una sociedad moderna. El objetivo de plan es lograr, a través de la ciencia y la tecnología, un desarrollo económico y de inclusión social para las próximas generaciones de argentinos. El proyecto integra estrategias de intervención que contribuyen a promover el desarrollo, creando riqueza para su justa distribución.

#### Presidencia de Macri (2015-2019)
El 25 de noviembre de 2015, fue confirmado para continuar a cargo del Ministerio de Ciencia, Tecnología e Innovación Productiva de la Nación por Mauricio Macri, siendo el único ministro que continuaría en el cargo luego del cambio de gobierno.
Durante la nueva gestión de gobierno, el presupuesto nacional destinado a la ciencia pasó del 0,75 al 0,59% del producto bruto interno entre 2015 y 2018. Para el año 2017, se redujo en un 60% la incorporación de nuevos científicos en el CONICET, revirtiendo la tendencia expansiva registrada consecutivamente desde 2004. Para 2018, la cantidad de becas que otorgaba el organismo se redujo a la mitad respecto de 2015.
En medio del debate por la despenalización del aborto, Barañao, manifestó su postura a favor, junto con el Ministro de Cultura, Pablo Avelluto.

En 2019 el sector de ciencia y tecnología se encontraba en crisis con los despidos masivos en el INTI y el CONICET, la baja en los salarios, los recortes en los cupos de becas y de la carrera de investigación, junto a la reducción presupuestaria de los centros de investigación, con dificultades para funcionar, y carencias para la adquisición de insumos. 
Paralelamente, según organismos especializados, Argentina se convirtió desde 2017 en uno de los países con mayor emigración en la región, con muchos argentinos profesionales altamente calificados dejando el país, hecho provocado entre otras razones por el recorte presupuestario en ciencia y tecnología aplicado desde 2016, que osciló entre 40 y 60 %. En solo dos años, los salarios de los investigadores y académicos se convirtieron en los más bajos de la región, aportando una causa más para el éxodo de científicos altamente capacitados. Esta situación llevó a que más de 1200 integrantes de la comunidad científica de todo el mundo firmaran una dura carta dirigida al presidente argentino, Mauricio Macri, en la cual denunciaron la crítica situación que atravesaba el sistema de ciencia y tecnología argentino por las políticas de ajuste.

## Críticas

#### Apoyo a las pseudociencias
En 2018, Barañao, en su carácter de ministro de Ciencia y Tecnología del Gobierno de Mauricio Macri, mostró apoyo a varias pseudociencias, avalando la presentación en el C3 (Centro Cultural de la Ciencia) de una antropóloga chamanizada y un biólogo new age, ambos de la Fundación Columbia, un centro que da cursos sobre espiritualidad y evolución de la conciencia.
La Facultad de Ciencias Exactas de la Universidad de Buenos Aires repudió este hecho, pidiendo a Barañao que su ministerio realice «una disculpa pública por haber facilitado sus instalaciones para una actividad de una fundación que promueve la pseudociencia».
Asimismo, el vicedecano de dicha facultad manifestó que «es preocupante la cesión de ese espacio para una fundación que promociona sus actividades utilizando un lenguaje tomado de la ciencia, y que presenta creencias sin sustento empírico ni racional alguno como si fuesen resultados de la ciencia».

## Distinciones
2017
- Orden al Mérito de la República Italiana[28][29]